# Claquettes (chaussure)
Pour les articles homonymes, voir Claquette et Nu-pied.
 (août 2023).
Si vous disposez d'ouvrages ou d'articles de référence ou si vous connaissez des sites web de qualité traitant du thème abordé ici, merci de compléter l'article en donnant les références utiles à sa vérifiabilité et en les liant à la section « Notes et références ».

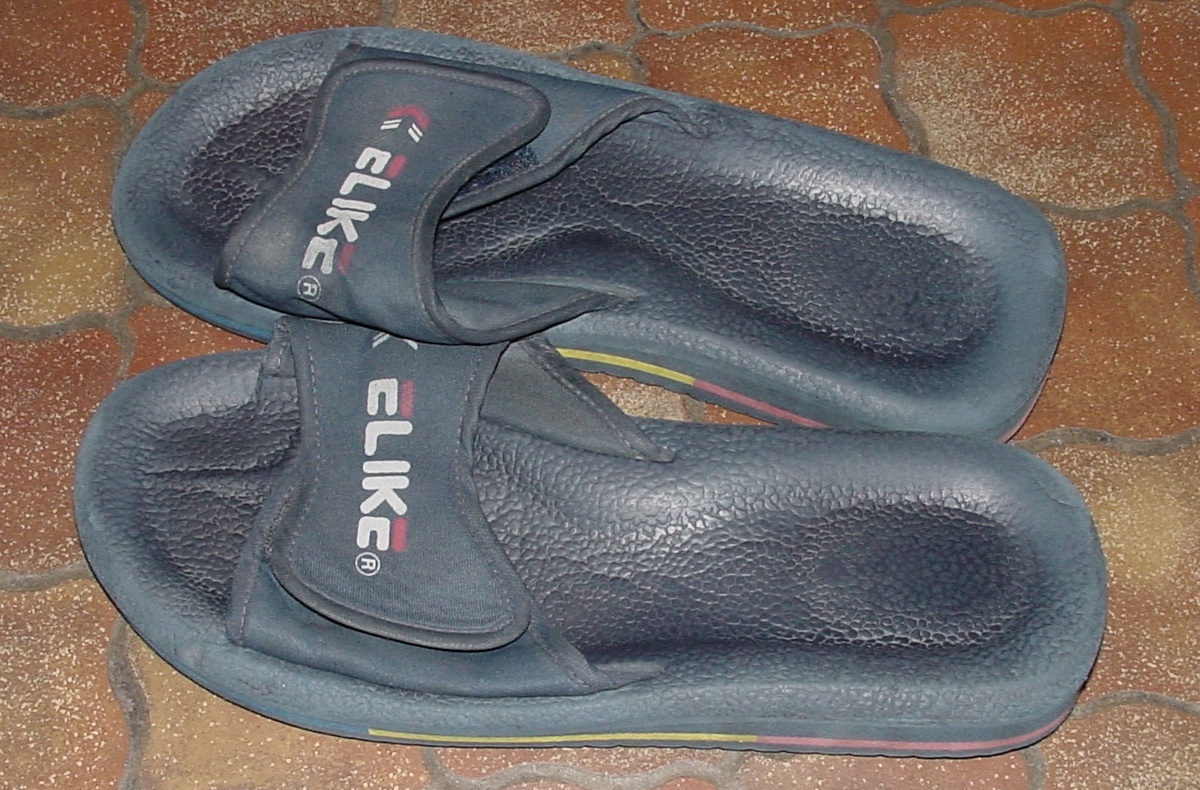
Une paire de vieilles claquettes, usant de velcros comme système d'attache.

Les claquettes ou nu-pieds, ou encore chlarpes ou schlaps (Suisse), sont un type de sandales, chaussures légères portées à l'intérieur comme à l'extérieur.

## Historique
Ces sandales de maître-nageur furent d'abord portées dans les années 1980 pour éviter de glisser sur les bords des piscines ou d'y contracter des verrues plantaires[réf. nécessaire]. Leur usage s'est répandu surtout depuis le début du nouveau millénaire, en même temps que le port du survêtement en dehors des activités sportives, à partir des banlieues  des grandes villes. Ce type de sandale sert aujourd'hui communément de chausson d'intérieur ou de babouche, comme de nu-pied d'extérieur, au point que le terme de « claquettes », auparavant utilisé pour les tongs, lui est maintenant aussi appliqué. Ces sandales sont toujours conçues pour être légères et confortables, et pour faciliter la respiration du pied lorsqu'il fait chaud, tout comme les tongs. Elles se distinguent aujourd'hui de ces dernières par leur lanière d'empeigne qui ne sépare pas le gros orteil du reste des orteils du pied. 

## Terminologie
Dans la langue française couramment parlée en Nouvelle-Calédonie, le terme « claquettes » désigne les tongs.
En France continentale, dans plusieurs régions maritimes dont la Bretagne, la Vendée  et l'Aunis, les mots tong et claquettes sont synonymes.

## Description
Les claquettes sont généralement constituées d'une semelle et d'une simple lanière d'empeigne, cette dernière ayant pour but de les tenir attachées au pied. Elles n'ont généralement pas de talon, mais lorsqu'elles en ont un, celui-ci n'est pas très prononcé. Leur empeigne peut être lisse et continue ou bien avoir des attaches, comme des boucles ou des velcros. À l'inverse des babouches et des mules qui sont fermées à l'avant, les claquettes ne le sont jamais; elles laissent les orteils apparents et à l'air libre.